# SN 1968N
SN 1968N – supernowa odkryta 21 lipca 1968 roku w galaktyce MCG +05-02-11. W momencie odkrycia miała maksymalną jasność 19,00m.